# Шенцза (повіт)
31°01′15″ пн. ш. 88°48′02″ сх. д. / 31.020833333333° пн. ш. 88.800555555556° сх. д.
Шенцза (кит. 申扎县, пін. Shēnzhā Xiàn, трансліт. Xainza) — один із повітів КНР у складі префектури, Тибетський автономний район. Адміністративний центр — містечко Шенцза.

## Географія
Шенцза лежить на південь від озера Сілінг-Цо (4530 метрів над рівнем моря) у межах плато Чангтан: центральна частина на висоті близько 4700, а південна — 4800 метрів над рівнем моря відповідно.

### Клімат
Повіт знаходиться у зоні так званої «гірської тундри», котра характеризується кліматом арктичних пустель. Найтепліший місяць — липень із середньою температурою 10,2 °C. Найхолодніший місяць — січень, із середньою температурою -9,4 °С.
| Клімат повіту Шенцза                               | Клімат повіту Шенцза | Клімат повіту Шенцза | Клімат повіту Шенцза | Клімат повіту Шенцза | Клімат повіту Шенцза | Клімат повіту Шенцза | Клімат повіту Шенцза | Клімат повіту Шенцза | Клімат повіту Шенцза | Клімат повіту Шенцза | Клімат повіту Шенцза | Клімат повіту Шенцза | Клімат повіту Шенцза |
| Показник                                           | Січ.                 | Лют.                 | Бер.                 | Квіт.                | Трав.                | Черв.                | Лип.                 | Серп.                | Вер.                 | Жовт.                | Лист.                | Груд.                | Рік                  |
| Середній максимум, °C                              | −2                   | −0,4                 | 3                    | 6,7                  | 11,3                 | 15,9                 | 16,4                 | 15,5                 | 13,7                 | 8,1                  | 2,8                  | −0,2                 | 7,6                  |
| Середня температура, °C                            | −9,4                 | −7,6                 | −4,1                 | −0,1                 | 4,5                  | 9                    | 10,2                 | 9,5                  | 7,4                  | 1,1                  | −4,6                 | −7,8                 | 0,7                  |
| Середній мінімум, °C                               | −16,3                | −14,5                | −10,9                | −6,2                 | −1,5                 | 3,2                  | 5,3                  | 4,8                  | 2,3                  | −4,7                 | −11,2                | −14,8                | −5,4                 |
| Норма опадів, мм                                   | 1.4                  | 1.2                  | 2.3                  | 6.6                  | 20.5                 | 54.2                 | 97.1                 | 102.6                | 47.9                 | 7.9                  | 1.7                  | 1.2                  | 344.6                |
| Вологість повітря, %                               | 31                   | 29                   | 30                   | 37                   | 44                   | 52                   | 61                   | 64                   | 59                   | 41                   | 34                   | 29                   | 43                   |
| -------------------------------------------------- | -------------------- | -------------------- | -------------------- | -------------------- | -------------------- | -------------------- | -------------------- | -------------------- | -------------------- | -------------------- | -------------------- | -------------------- | -------------------- |
| Джерело: Дані метеостанції №55472 (КНР, 1991-2020) |                      |                      |                      |                      |                      |                      |                      |                      |                      |                      |                      |                      |                      |